# Glandieu
Glandieu è un villaggio del dipartimento dell'Ain della regione dell'Alvernia-Rodano-Alpi. È diviso a metà dal Gland, un affluente del Rodano, che nei pressi forma la cascata di Glandieu: la parte a nord del fiume fa parte del comune di Groslée-Saint-Benoît, quella a sud del comune di Brégnier-Cordon.
Oltre alla cascata, Glandieu è nota anche per la sua grotta e il suo lago.

## Etimologia

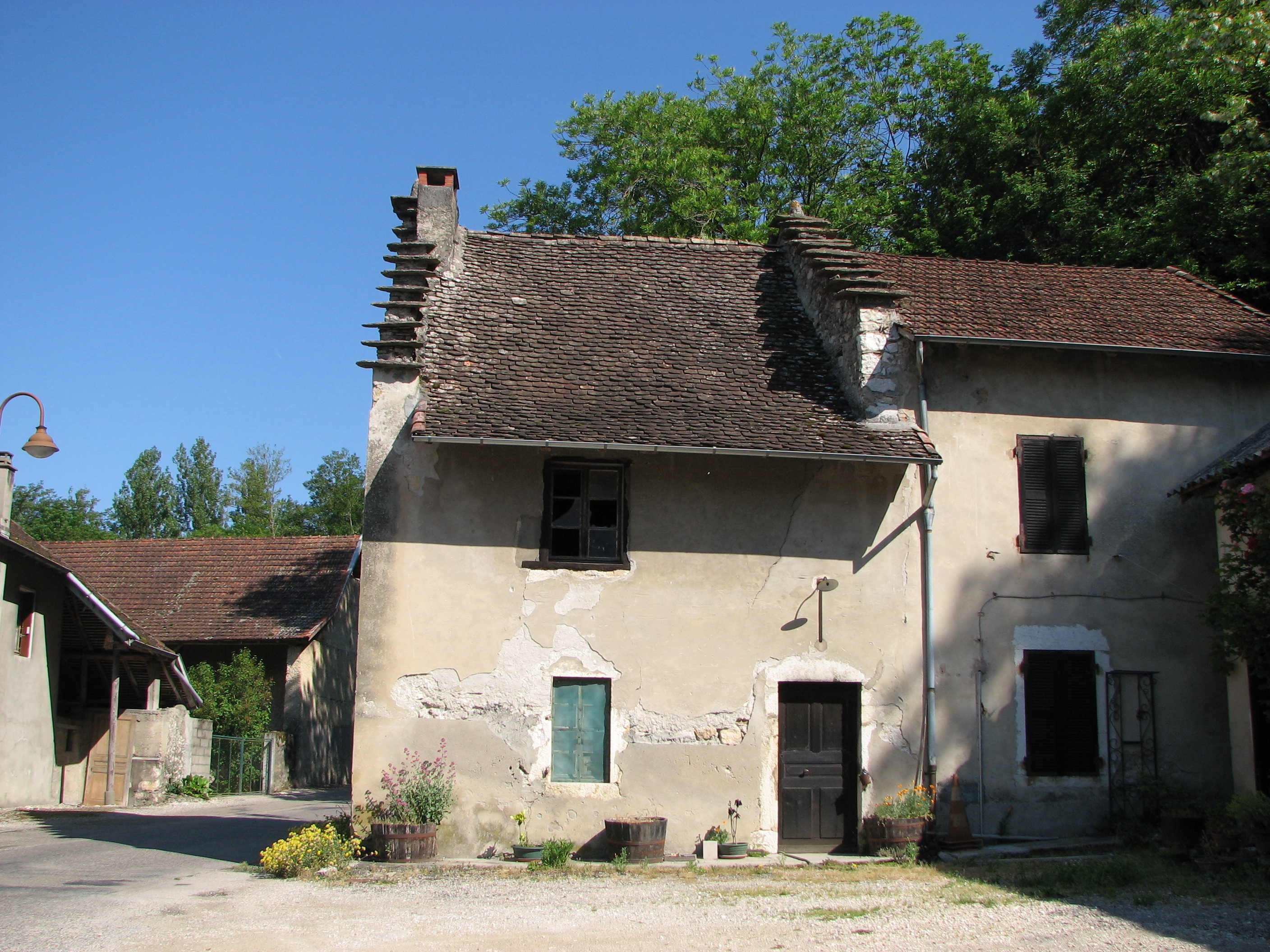
Uno scorcio di Glandieu.

A differenza degli altri toponimi in -ieu della regione (Izieu, Peyrieu, ecc.), Glandieu trae il suo nome dalle radici galliche glano ("puro") ed eu ("acqua").